# Semiothisa gigantata
Semiothisa gigantata là một loài bướm đêm trong họ Geometridae.